# ISO 639
ISO 639 — набор стандартов Международной организации по стандартизации, связанный со стандартизацией названий языков и языковых групп.
Название ISO 639 является также наименованием оригинального стандарта, утверждённого в 1967 году (как ISO 639/R) и прекратившего действие в 2002 году. ISO 639 состоит из шести частей.

## Применение
Определённые стандартом ISO 639 коды языков применяются для указания языков, на которых написаны тексты. Например, применяются в ссылках на статьи Википедии.
В документе RFC 3066 описывается использование в Интернете кодов языков по ISO 639.
| Язык            | 639-1 | 639-2    |
| --------------- | ----- | -------- |
| Английский язык | en    | eng      |
| Русский язык    | ru    | rus      |
| Немецкий язык   | de    | ger, deu |

## Части стандарта
| Стандарт  | Наименование                                                     | Заведующая организация | Первая редакция    | Текущая редакция | Позиций в списке          |
| --------- | ---------------------------------------------------------------- | ---------------------- | ------------------ | ---------------- | ------------------------- |
| ISO 639-1 | Часть 1: коды Альфа-2                                            | Infoterm               | 1967 (как ISO 639) | 2002             | 184                       |
| ISO 639-2 | Часть 2: коды Альфа-3                                            | Библиотека Конгресса   | 1998               | 1998             | >450                      |
| ISO 639-3 | Часть 3: коды Альфа-3 для всеобъемлющего охвата языков           | SIL International      | 2007               | 2007             | 7704 + локальный диапазон |
| ISO 639-4 | Часть 4: руководства и общие принципы языкового кодирования      | ISO/TC 37              | 2010-07-16         | 2010-07-16       | (без списка)              |
| ISO 639-5 | Часть 5: коды Альфа-3 для языковых семей и групп                 | Библиотека Конгресса   | 2008-05-15         | 2008-05-15       | 114                       |
| ISO 639-6 | Часть 6: коды Альфа-4 для всеобъемлющего охвата вариантов языков | GeoLang                | 2009-11-17         | Отозван          |                           |

Языковые стандарты ISO 639 открыты, то есть, могут дополняться. Сопровождением стандарта занимается Агентство по техническому обеспечению. При необходимости Агентство добавляет коды или меняет статусы кодов.

## Классификация кодов
Области применения:
- отдельные языки;
- языковые макросемьи (часть 3);
- коллекции языков (части 1, 2 и 5);
  - языковые группы (часть 1 содержит только одну языковую группу — группу bh; коды для большинства языковых групп даются в части 2; несколько кодов добавлено в часть 5);
  - остальные группы;
- диалекты;
- зарезервированные для локального использования (части 2, 3);
- особые ситуации (части 2, 3).

Виды (для отдельных языков):
- живые языки (части 2, 3) (все макросемьи живых языков)[3];
- мёртвые языки (части 2, 3) (437 позиций[4]; четыре в части 2: chb, chg, cop, sam; ни одного в части 1);
- древние языки (части 1-3) (112 позиций[5]; девятнадцать в части 2, и 5 из них, а именно ave, chu, lat, pli и san — также имеют соответствующий код в части 1: ae, cu, la, pi, sa);
- исторические языки (части 2, 3) (63 позиции[6]; шестнадцать из них находятся в части 2; ни один не имеет соответствия в части 1);
- искусственные языки (части 2, 3) (19 позиций[7]; девять в части 2: epo, ina, ile, ido, vol, afh, jbo, tlh, zbl; пять в части 1: eo, ia, ie, io, vo).

Библиографические и терминологические коды:
- библиографические (часть 2);
- терминологические (лексикографические) (часть 2).

## Диапазоны кодов

### Альфа-2
Коды «альфа-2» состоят из двух букв базового латинского алфавита, используются в ISO 639-1. На сегодняшний день на Земле насчитывается около шести или семи тысяч языков. Так как в латинском алфавите 26 букв и из двух букв можно составить 262 = 676 двухбуквенных комбинаций, даже при большом желании невозможно охватить весь широкий спектр языков.

### Альфа-3
Коды «альфа-3» состоят из трёх букв базового латинского алфавита, используются в ISO 639-2, в ISO 639-3 и в ISO 639-5. В латинском алфавите 26 букв; из трёх букв можно составить 263 = 17 576 трёхбуквенных комбинаций. Из этих комбинаций следующие уже использовались:
- четыре специальных кода из ISO 639-2: mis (язык в стандарте (пока) отсутствует), mul (текст на двух и более языках, но указать можно только один код), und (язык неизвестен), zxx (языком не является);
- зарезервированный диапазон qaa-qtz (всего 20×26 = 520 кодов);
- двадцать три дублирующие записи («B/T» — библиографические и терминологические (лексикографические) коды).

В сумме 4+520+23 = 547 кодов, которые не могли использоваться в части 3 для кодификации языков или в части 5 для кодификации языковых семей и групп. Для «альфа-3» осталось 17 576 - 547 = 17 029 кодов.
ISO 639-2 отличается от ISO 639-1 тем, что в нём не определены коды для сербохорватского и молдавского языков, и определены коды для вариантов языка. Например, для французского языка в ISO 639-1 определён только один код — fr, а в ISO 639-2 определены четыре кода: fre и fra для современного французского, frm для средневекового французского (англ. french, medieval; 1400—1800 годы) и fro для старофранцузского (англ. french, old; 842—1400 годы).
На сегодняшний день на Земле насчитывается около шести или семи тысяч языков. Используя 17 029 кодов, можно каждому языку присвоить уникальный код, но это может привести к тому, что некоторым языкам будут даны произвольные коды, комбинация букв которых не будет соответствовать традиционному названию языка.

### Альфа-4
Коды «Альфа-4» состоят из четырёх букв базового латинского алфавита, используются в ISO 639-6. Используя четырёхбуквенные комбинации из 26 букв, можно закодировать 264 = 456 976 языков и диалектов.